# Scott Matthews
Ne doit pas être confondu avec Scott Matthew.
Scott Matthews, né en 1976 à Wolverhampton en Angleterre, est un auteur-compositeur-interprète qui connait la consécration grâce à son album Passing Stranger.

## Biographie
Scott Matthews sort son premier album, Passing Stranger, le 13 mars 2006 sur le label San Remo Records, avant de le ré-éditer chez Island Records dans le courant de l'année.
Janice Long, présentatrice radio à la BBC est la première à programmer ses chansons. Elle est bientôt suivie par les autres chaines de la BBC comme BBC Radio 2, par le biais des présentateurs vedettes Mark Radcliffe et Bob Harris.
Dès avril, Scott se produit sur les deux stations BBC Radio 2 et BBC 6 Music.
Le premier single de l'album, Elusive, est édité en septembre. Le titre bénéficie d'une large couverture médiatique, entendu dans les émissions des présentateurs Jo Whiley, Dermot O'Leary ou Zane Lowe. Du 7 au 10 août, Zane Lowe programme le titre chaque soir comme « chanson favorite de la semaine ».
Entre mai et août, Scott se rend aussi aux studios pour y interpréter Elusive ainsi que les autres titres de l'album.
Il remporte l'Ivor Novello Awards en mai 2007 dans la catégorie « Meilleure Chanson musique et texte » pour Elusive.
Parmi ses nombreuses sources d'inspiration, Scott Matthews reconnait les Beatles, Bob Dylan, Led Zeppelin, Joni Mitchell, Marc Bolan et Joe Satriani.
Il assure la promotion de son album en effectuant une tournée dans l'ensemble des salles anglaises. Il fait aussi la première partie des concerts du groupe Foo Fighters, à l'occasion de la promotion de leur album acoustique, Skin and Bones, en juin 2006.
Le deuxième album de Scott Matthews, Elsewhere, est produit en collaboration avec Gavin Monaghan et publié par Island Records.
Son troisième album, What the Night Delivers, est produit par Jon Cotton, producteur du premier album Passing Stranger.